# كيري جنكينز
كيري جنكينز (بالإنجليزية: Kerry Jenkins)‏ هو لاعب كرة قدم أمريكية أمريكي، ولد في 6 سبتمبر 1973 في برمنغهام في الولايات المتحدة.

## وصلات خارجية
- كيري جنكينز على موقع مرجع كرة القدم المحترفة.كوم (الإنجليزية)